# Ridge Munsy
Ridge Munsy (* 9. Juli 1989 in Luzern) ist ein Schweizer Fussballspieler kongolesischer Herkunft.

## Karriere

### Verein
Seine Juniorenzeit verbrachte Ridge Munsy beim FC Küssnacht am Rigi und beim FC Luzern.
Im Winter 2007 schaffte er unter Trainer Ciriaco Sforza den Sprung in das Kader der 1. Mannschaft des FC Luzern in der höchsten Schweizer Spielklasse, der Super League. Er debütierte am 11. Februar 2007 beim Heimspiel gegen den FC Sion und erhielt bis zum Abschluss der Spielzeit 2006/07, in der das Team als Aufsteiger die Klasse hielt und den 8. Tabellenplatz erreichte, sechs weitere Kurzeinsätze. Hinzu kamen in jener Saison drei Einsätze in der 2. Mannschaft der Luzerner in der vierthöchsten Spielklasse der Schweiz, der 1. Liga in Gruppe 2, in der er im Folgejahr 14 Einsätze hatte und vier Tore erzielte. In der 1. Mannschaft kam er in der Saison 2007/08 gegen den kommenden Schweizer Meister FC Basel lediglich zu nur diesem einen Einsatz. Er erhielt ab nun ausschliesslich in der 2. Mannschaft weitere Einsätze und steigerte seine Torausbeute um 20 Treffer in den folgenden zwei Jahren.
Munsy wechselte im Sommer 2010 zum Schweizer Zweitligisten FC Lausanne-Sport in die Challenge League. Nach einem halben Jahr lieh der Verein den Stürmer im Januar 2011 für ein halbes Jahr an den Ligakonkurrenten Yverdon-Sport FC aus.
Im Juli 2011 wechselte er zum SC Kriens, wo er im Sommer 2014 in der ersten Saisonhälfte der 1. Liga in 14 Spielen 21 Tore schoss.
Der FC Thun wurde auf ihn aufmerksam, und er wechselte im Januar 2015 zurück in die Super League. Am 19. Juli 2015 schoss Munsy sein erstes Tor in der Schweizer Super League bei der 3:5-Niederlage gegen den Grasshopper Club Zürich. In seiner ersten kompletten Saison 2015/16 beim FC Thun schoss er 11 Tore.
Im Juni 2016 wechselte er zum Grasshopper Club Zürich, wo er einen Vertrag bis Ende Juni 2019 unterschrieb. Für die Rückrunde 2017/18 wurde er an den deutschen Zweitligisten FC Erzgebirge Aue ausgeliehen. Nach deren Ende wurde sein Vertrag im August 2018 vom Grasshopper Club Zürich um ein Jahr verlängert. Zugleich wurde er für die Saison 2018/19 an den türkischen Verein Büyükşehir Belediye Erzurumspor ausgeliehen.
Nach deren Ablauf entschloss sich Munsy, zum FC Thun zurückzukehren. Er unterschrieb dort Anfang August 2019 einen Vertrag mit einer Laufzeit von zwei Jahren mit der Option der Verlängerung um ein weiteres Jahr. Zum Ende der Saison 2019/20 stieg der FC Thun aus der Super League ab und spielte in der neuen Saison nur noch in der Challenge League. Nachdem Munsy dort drei Spiele für Thun bestritten hatte, wechselte er unmittelbar vor Ende des aufgrund der COVID-19-Pandemie verlängerten Transferfensters zum deutschen Zweitligisten Würzburger Kickers und unterschrieb dort einen Vertrag bis Sommer 2022.
Der deutsche Zweitligaaufsteiger Hansa Rostock verkündete am 21. Juni 2021 die Verpflichtung von Munsy. 31-jährig, erhielt dieser an der Ostseeküste einen Zweijahresvertrag. Er trat damit unter anderem in Konkurrenz mit dem ebenfalls neu verpflichteten Streli Mamba und dem vereinsinternen Torschützenkönig der vergangenen Saison John Verhoek. Unter Hansa-Trainer Jens Härtel gab er am 24. Juli 2021, dem 1. Spieltag der Saison 2021/22, im heimischen Ostseestadion gegen den Karlsruher SC sein Debüt für Rostock und musste zu Saisonbeginn eine 1:3-Niederlage hinnehmen. Einen Spieltag später dann folgte ein 3:0-Auswärtssieg bei Hannover 96. Munsys erster Treffer für die Kogge gelang im DFB-Pokal 2021/22 in der Begegnung gegen den 1. FC Heidenheim. Ihm gelang in der 120. Spielminute, in der Verlängerung also, nach einer Flanke von Julian Riedel per Kopf der entscheidende Siegtreffer zum 3:2-Endstand, bewahrte die Mannschaft so vor einem möglichen Penaltyschiessen und sorgte mit diesem Tor für den Einzug in die zweite Hauptrunde des DFB-Pokals. Nur eine Woche später gelang ihm im Zweitliga-Auswärtsspiel in der Schwäbischen Alb nach einem Solo in der Schlussphase erneut ein Treffer gegen Heidenheim – diesmal zum 1:1-Ausgleich und Endstand der Partie – und sicherte den Weiss-Blauen aus Rostock somit einen Punkt. Dieses Tor blieb sein letztes in jener Saison, in der Munsy mit dem Team vorzeitig den Klassenerhalt sicherstellen konnte und es auf zusammen 20 Einsätze brachte. Im überregionalen Pokalwettbewerb, Munsy stand in allen drei Partien auf dem Platz, schieden die Nordostdeutschen im Achtelfinal gegen den Bundesligisten RB Leipzig aus.
Bis zu seiner Suspendierung Ende Oktober 2022 brachte es der gebürtige Luzerner in der Folgesaison 2022/23 auf nur noch fünf Kurzeinsätze in der 1. Mannschaft der Nordostdeutschen. Ein weiterer Treffer gelang dem Stürmer hierbei nicht. Nach der Winterpause 2022/23 berief der neue Cheftrainer der 1. Mannschaft, Patrick Glöckner, Munsy zurück in das Team. Im Verlauf der Rückrunde jener Spielzeit brachte er es nun auf noch vier weitere Einsätze für das Rostocker Team. Ein weiterer Treffer gelang auch in diesen Spielen nicht mehr. Im Juni 2023 gab Hansa die Trennung von Munsy bekannt, der zusammen 32 Mal für die Kogge auflief und zwei Tore erzielen konnte.
Nach halbjähriger Vereinslosigkeit kehrte Munsy in die Schweiz zurück und fand beim Zweitligisten FC Schaffhausen in der Challenge League einen neuen Verein. Seit der Saison 2024/25 läuft er für den Amateurverein FC Wädenswil in der 2. Liga Regional auf.